# 南方碘泡虫
南方碘泡虫（学名：Myxobolus australis）为碘泡科碘泡虫属的动物。在中国，分布于广东等，营寄生生活，寄生在斑鳢的胃、体表。